# Modelo de Morris–Lecar
O modelo de Morris–Lecar é um modelo de disparos neuronal desenvolvido por Catherine Morris e Harold Lecar para reproduzir os diversos comportamentos oscilatórios associadas à condutância de íons Ca2+ e K+ na fibra muscular da cirripedia. Os neurônios de Morris–Lecar exibem ambas as classes I e II de excitação neuronal.

## História
Catherine Morris (nascida em 24 de dezembro de 1949) é uma bióloga canadense. Recebeu uma bolsa da Commonwealth para estudar na Universidade de Cambridge, onde se tornou doutora em 1977. Assumiu um cargo de professora na Universidade de Ottawa no início dos anos 1980. Desde 2015, é uma professora emérita dessa instituição. Harold Lecar (18 de outubro de 1935 - 4 de fevereiro de 2014) foi um professor norte-americano de biofísica e neurobiologia na Universidade da Califórnia, em Berkeley. Doutorou-se em física na Universidade Columbia, em 1963.

## Método experimental
Os experimentos de Morris–Lecar basearam-se no método de grampeamento de tensão desenvolvido por Keynes et al., em 1973.
| “ | Grandes espécimes da cirripedia Balanus nubilus (Pacific Bio-Marine Laboratories Inc., Venice, Califórnia) foram usados. A cirripedia foi serrada em metades laterais, e os músculos depressores do "scutorum rostralis" foram cuidadosamente expostos. Fibras individuais foram dissecadas, a incisão iniciada a partir do tendão. A outra terminação do músculo foi cortado próximo a sua ligação à concha e amarrado. Fibras isoladas foram ou usadas imediatamente ou mantidas em água do mar artificial por trinta minutos antes do uso. Experimentos foram realizados a temperatura ambiente de 22°C.(Tradução livre) | ” |

## Principais pressupostos do modelo de Morris–Lecar
1. As equações aplicam-se a trechos espacialmente iso-potenciais de membrana. Há duas correntes dependentes de voltagem persistentes (não-inativantes) com potenciais de reversão opostamente enviesados. A corrente de despolarização é composta pelos íons Na+ ou Ca2+ (ou ambos), dependendo do sistema a ser modelado, e a corrente hiperpolarizadora é composta pelo íon K+.
2. Os canais de ativação acompanham mudanças no potencial de membrana de modo suficientemente rápido de maneira que a condutância de ativação pode voltar instantaneamente ao estado de repouso sob qualquer voltagem.
3. A dinâmica da variável de recuperação pode ser aproximada por uma equação diferencial linear de primeira ordem para a probabilidade do canal abrir.[3]

## Descrição fisiológica
O modelo de Morris–Lecar é um sistema bidimensional de equações diferenciais não lineares. É considerado um modelo simples em comparação com o modelo de Hodgkin-Huxley, de quatro dimensões.
Qualitativamente, esse sistema de equações descreve a relação complexa entre o potencial de membrana e ativação de canais de iônicos na membrana: o potencial depende da atividade dos canais iônicos que, por sua vez, depende da voltagem. À medida que os parâmetros de bifurcação são alterados, diferentes classes de comportamento neuronal são percebidas. {\displaystyle \tau _{N}} está associado às relativas escalas de tempo das dinâmicas de disparo, que varia amplamente de célula para célula e tem uma dependência com a temperatura significativa.
Quantitativamente, o modelo é descrito pelo sistema
{\displaystyle {\begin{cases}{\dot {V}}(t)=[I-g_{\mathrm {L} }(V(t)-V_{\mathrm {L} })-g_{\mathrm {Ca} }M_{\mathrm {ss} }(V(t)-V_{\mathrm {Ca} })-g_{\mathrm {K} }N(t)(V(t)-V_{\mathrm {K} })]/C\\{\dot {N}}(t)=\left(N_{\mathrm {ss} }-N(t)\right)/\tau _{N}\end{cases}}},
em que
{\displaystyle {\begin{aligned}M_{ss}=&{\frac {1}{2}}\cdot \left[1+\tanh \left({\frac {V(t)-V_{1}}{V_{2}}}\right)\right]\\N_{ss}=&{\frac {1}{2}}\cdot \left[1+\tanh \left({\frac {V(t)-V_{3}}{V_{4}}}\right)\right]\\\tau _{N}=&1/\left[\varphi \cosh \left({\frac {V(t)-V_{3}}{2V_{4}}}\right)\right]\end{aligned}}}
e {\displaystyle {\dot {V}}(t)} e {\displaystyle {\dot {N}}(t)} denotam as primeiras derivadas temporais das variáveis {\displaystyle V(t)} e {\displaystyle N(t)}.
Note-se que as equações {\displaystyle M_{ss}} e {\displaystyle N_{ss}} podem também ser expressas como
{\displaystyle {\begin{aligned}M_{ss}=&1/\left\{1+exp\left[{\frac {-2(V(t)-V_{1})}{V_{2}}}\right]\right\}\\N_{ss}=&1/\left\{1+exp\left[{\frac {-2(V(t)-V_{3})}{V_{4}}}\right]\right\}\\\end{aligned}}},
mas a maioria dos autores prefere a forma que usa as funções hiperbólicas {\displaystyle tanh} e {\displaystyle cosh}.

### Variáveis
- {\displaystyle V}: potencial de membrana
- {\displaystyle N}: variável de recuperação: a probabilidade que o canal do íon K+ esteja conduzindo

### Parâmetros e constantes
- {\displaystyle I}: corrente aplicada
- {\displaystyle C}: capacitância da membrana
- {\displaystyle g_{L}}, {\displaystyle g_{Ca}}, {\displaystyle g_{K}}: condutâncias de vazamento, de íons Ca2+ e K+, respectivamente, através dos canais na membrana
- {\displaystyle V_{L}}, {\displaystyle V_{Ca}}, {\displaystyle V_{K}}: potencial de equilíbrio de vazamento, de íons Ca2+ e K+, respectivamente
- {\displaystyle V_{1}}, {\displaystyle V_{2}}, {\displaystyle V_{3}}, {\displaystyle V_{4}}: parâmetros de ajuste para o estado de repouso e a constante de tempo
- {\displaystyle \varphi }: frequência de referência

## Bifurcações
Bifurcações no modelo de Morris–Lecar foram analisadas a partir da corrente aplicada {\displaystyle I}, como o principal parâmetro de bifurcação, e {\displaystyle \varphi }, {\displaystyle g_{Ca}}, {\displaystyle V_{3}}, {\displaystyle V_{4}} como os parâmetros secundários para a análise do plano de fase.